# Isotes varipes
Isotes varipes es una especie de insecto coleóptero de la familia Chrysomelidae.
Fue descrita científicamente en 1835 por Boheman.